# Аутодрому (станція CPTM)
Ауто́дрому (порт. Estação Autódromo) — станція CPTM, системи приміських поїздів Великого Сан-Паулу, розташована на Лінії 9 (смарагдова) в районі Інтерлагус міста Сан-Паулу. Станцію було відкрито в 2007 році з метою заберпечення доступу до Автодрому Жозе Карлуса Пачі.